# Kris Jensen Skriver
Kris Jensen Skriver (født 10. november 1988 i Vejle) er en dansk folkeskolelærer (uddannet 2014) og politiker, der er medlem af Folketinget, valgt for Socialdemokratiet ved folketingsvalget i 2022 i Vejenkredsen. Han blev valgt med 3723 stemmer ved valget i 2022. I Folketinget er han sit partis fødevareordfører. Han er desuden medlem af Børne- og Undervisningsudvalget, Dansk Interparlamentarisk Gruppes bestyrelse, Miljø- og fødevareudvalget, Udvalget for Digitalisering of It og Udvalget for Småøer. Han er derudover næstformand for Udvalget for Landdistrikter og Øer, samt stedfortræder i Nordisk Råd og i OSCEs Parlamenteriske Forsamling. Han har også været medlem af kommunalbestyrelsen i Billund Kommune.